# Adam Matuszczyk
Adam Matuszczyk (Gliwice, Polonia, 14 de febrero de 1989) es un futbolista polaco que también tiene nacionalidad alemana. Juega de centrocampista y su equipo actual es el Zagłębie Lubin de la Ekstraklasa de Polonia.

## Clubes
| Club                        | País     | Temporadas |
| --------------------------- | -------- | ---------- |
| 1. FC Köln                  | Alemania | 2009-2011  |
| Fortuna Düsseldorf (cedido) | Alemania | 2011       |
| 1. FC Köln II               | Alemania | 2011-2015  |
| Eintracht Braunschweig      | Alemania | 2015-2017  |
| Zagłębie Lubin              | Polonia  | 2017 -     |